# Ризький мир (1921)

Східна та Центральна Європа після Ризького мирного договору

Ризький мир — договір, підписаний у Ризі 18 березня 1921 року представниками РСФРР і УСРР, з одного боку, та Польщі — з другого, який формально закінчив польсько-радянський збройний конфлікт 1919—1920 років, санкціонував поділ українських і білоруських земель між Польщею та Радянською Росією та фактично анулював Варшавський договір 1920 року.
Ризький мир був завершенням переговорів, які велися спершу (серпень 1920) у Мінську, а згодом (від 21 вересня 1920) у Ризі. Польську делегацію очолював Ян Домбський, радянську — Карл Данішевський (Мінськ) та Адольф Йоффе (Рига); УСРР репрезентував спершу Дмитро Мануїльський, а потім Юрій Коцюбинський і Емануїл Квірінґ.

## Обставини початку переговорів
Польсько-радянські переговори розпочалися в серпні 1920 року в Мінську, в ситуації, коли радянські війська загрожували незалежності Польщі. Польською делегацією керував віце-міністр закордонних справ, Ян Домбський (пол. Jan Dąbski), а радянською делегацією Карл Данішевський (пол. Kārlis Daniševskis, рос. Данишевский, Карл Юлий Христианович, латис. Jūlijs Daniševskis). Восени 1920 року переговори було перенесено на нейтральний ґрунт в Ригу (Латвія), а Данішевського замінив Адольф Йоффе. Після перемоги у варшавській битві та неманській кампанії (пол. Bitwa nad Niemnem, рос. Сражение на Немане (1920)) польська делегація отримала в свої руки козирні карти. Як представників Польщі в Ригу вислано Яна Дабського, Генріха Страсбургера (пол. Henryk Strasburger) й Леона Василевського.
Більшість складу групи (за виключенням Василевського і Страсбургера) належали до правого угрупування в польському політикумі, були противниками будівництва польсько-білорусько-литовської федерації й незалежності України. Вже на початку відповідних перемовин польська делегація визнала УСРР як сторону переговорів (радянська українська держава), вилучаючи одночасно визнання УНР, з якою пов'язувала Польщу союзницька угода з весни 1920 року. Виснажена війною Польща не могла вести подальшої боротьби, допомагаючи здобувати незалежність України, тим більш, що самі українці в своїй масі не підтримали договір, укладений Симоном Петлюрою в 1920 році, а західні держави були противниками незалежності України.
Польсько-радянським переговорам безуспішно намагалися протидіяти посол УНР у Латвії Володимир Кедровський, представник уряду УНР Сергій Шелухін та делегація ЗУНР під проводом Костя Левицького.
Про те, яким способом репрезентували інтереси України члени радянської делегації, свідчить найліпше той факт, що зміст трактату українською мовою мусив скласти представник польської делегації Леон Василевський.
На час ведення польсько-радянських переговорів про призупинення збройної боротьби і мирний договір радянську Росію визнавали de iure лише Фінляндія, Естонія, Латвія, Литва, Грузія й Туреччина.

Так звана лінія Дмовського, кордони Речі Посполитої згідно з засадами, сформульованими Романом Дмовським на Паризькій мирній конференції

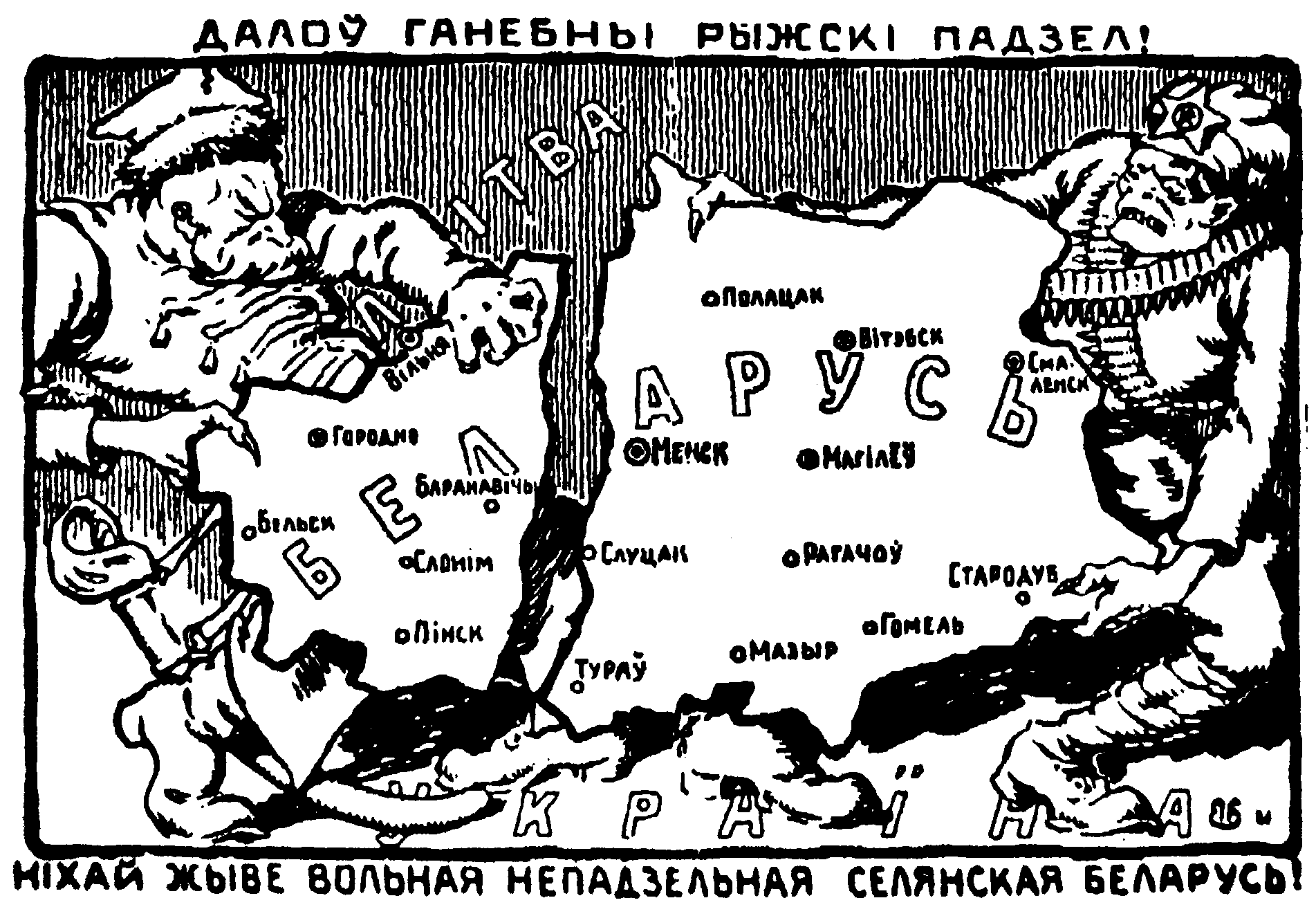
Карикатура на поділ Білорусі між Росією та Польщею: «Геть ганебний ризький поділ! Хай живе вільна, неподільна, народна Білорусь!»

## Позиція польської делегації
Ендеки, члени Народно-демократичної партії Польщі (пол. Narodowa Demokracja), які домінували в складі делегації, були противниками концепції федералізму Юзефа Пілсудського, надаючи преференцію безпосередньому входженню (інкорпорації) територій з змішаним етнічним населенням колишньої Речі Посполитої Обох Народів до складу відродженої польської держави згідно з засадами, сформульованими Романом Дмовським на Паризькій мирній конференції. Політики Національної Демократії були переконані в тимчасовості урядів більшовиків на землях колишньої царської Росії і можливості двосторонньої співпраці в майбутньому з відновленим урядом посткомуністичної Росії, направленій супроти Німеччини, спираючись на поділ земель Білорусі й України між Польщею і некомуністичною Росією. Було це здійснено з переконанням в можливості національної асиміляції (полонізації і русифікації) Польщею і Росією білорусів і українців (що інтерпретувалися Народними Демократами як «неісторичні народи») в межах утворених державних кордонів. Наслідком було, наприклад, однобічне заперечення польською делегацією (особливо Станіславом Грабським) потенційного входження у межі Польщі Мінська для унеможливлення створення білоруського державного утворення в федерації з Польщею. Кордон проведено на віддалі близько 30 км на захід і північний захід від міста, залишаючи його більшовикам. Останньою спробою реалізації Пілсудським федеральної програми був зініційований ним і здійснений 8 жовтня 1920 року так званий бунт Желіговського (пол. Bunt Żeligowskiego) й утворення Серединної Литви.
Ендеки твердили, що постання незалежної України доведе її рано чи пізно до союзу з Німеччиною і, за ревізіоністських прагнень населення на входження до складу незалежної України на землях Східної Галичини включно із Львовом і Західної Волині, перегляду кордонів з Польщею. Однодумці концепції інкорпорації вважали також, що включення всієї, православної на сході, Білорусі знищить плани (що вважалися ними цілком реальними) полонізації земель західної Білорусі. Одночасно на утворення федерації з Литвою і Білоруссю не хотіли в свою чергу погоджуватись, боячись «відступлення» державам — складовим частинам цієї федерації Вільнюса і Гродна. Найважливіші рішення глава делегації Ян Домбський прийняв, переступаючи переговорний мандат Міністерства закордонних справ Польщі, у жовтні 1920 року в особистій розмові з головою радянської делегації Адольфом Йоффе у питанні визнання УСРР за сторону переговорів, без забезпечення паралельного місця в переговорах для УНР, а також строку і лінії призупинення збройного протистояння. Фіксація на папері розмови Домбський-Йоффе фактично вирішила питання проведення польсько-радянської лінії кордону й способу політичної організації території Балтійсько-Чорноморського Перешийка (створенням радянських республік Білорусь і Україна).

## Наслідки
Наслідком переговорів стало підписання 12 жовтня 1920 року Договору про перемир'я та прелімінарні умови миру, який набув чинності 18 жовтня 1920 року.
Договір складався з 26 статей і включав ряд додаткових протоколів та умов, які регулювали різні економічно-правові питання. Він уточнював державний кордон між радянськими республіками та Польщею, залишаючи за останньою приблизно 180 тис. км² на схід від Лінії Керзона. Обидві сторони визнавали незалежність створених більшовиками маріонеткових УСРР і БРСР, «згідно з принципом самовизначення народів», та зобов'язувалися шанувати суверенні права і не втручатися у внутрішні справи другої сторони, а особливо не дозволяти створення та перебування на своїй території організацій, які «присвоюють собі роль уряду другої сторони або частини її території». РСФРР і УСРР мали забезпечити за поляками на своїй території повну релігійну і культурну свободу, а Польща гарантувала ті самі права представникам російської, української та білоруської меншин.

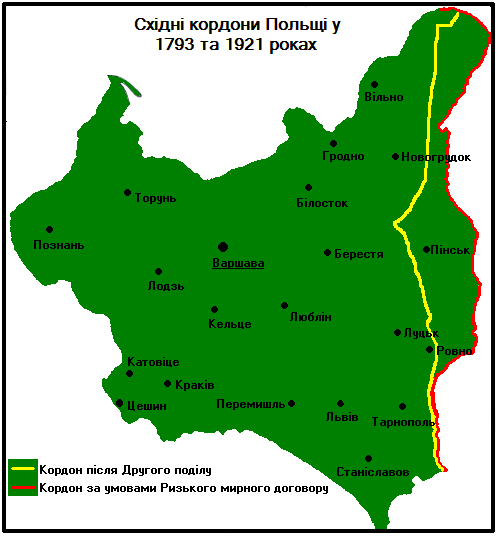
Порівняння польсько-російського кордону після другого поділу Речі Посполитої (жовта крива) та згідно з умовами Ризького миру (червона крива)

## Кордони
В результаті договору з більшовиками Польща отримала землі, котрими володіла перед третім і частково другим поділом Речі Посполитої, які в 1795-1916 роках складали частину Російської імперії, але від весни 1919 були зайняті Військом Польським: губернії Гродненська й Віленська, а також західні частини Волинської губернії з Луцьком, Рівним і Кременцем і Мінської губернії з містами Несвіж, Докшиці і Столбці. РСФРР і УСРР відмовилися від претензій на Східну Галичину, яка до 1914 року входила до складу Габсбурзької монархії. Польсько-радянський кордон пролягав у принципі уздовж лінії Другого поділу Польщі 1793 року (з корекцією на користь Польщі в вигляді частини Волині і Полісся та містом Пінськ).
Головним в питанні розподілу територій було те, що Польща відмовлялася від земель давньої Речі Посполитої, розташованих на схід від кордону, встановленого в Ризі, а РСФРР і УСРР від претензій на території, що лежали західніше від лінії кордону. Польща, внаслідок визнання маріонеткової УСРР і паралельну відмову визнання УНР (свого єдиного союзника в польсько-більшовицькій війні), відмовлялася фактично від реалізації програми федерального устрою держави.

## Інші постанови
Окремі статті Ризького миру регулювали питання громадянства та репатріації. Обидві сторони зрікалися воєнних відшкодувань, а РСФРР і УРСР зобов'язувалися повернути Польщі різні воєнні трофеї, культурні та мистецькі скарби, бібліотеки й архіви, загарбані чи вивезені царським урядом, (повернуто однак небагато — за принципом взаємності, в тому числі вавельські гобелени, єдину польську коронаційну регалію, котра збереглась (меч-Щербець), пам'ятник Юзефу Понятовському (пол. Pomnik księcia Józefa Poniatowskiego w Warszawie, рос. Памятник Юзефу Понятовскому), створений руками данського скульптора Бертеля Торвальдсена, до 1924 прикраси резиденції Івана Паскевича в Гомелю, а Польща передала між іншим архівні матеріали, котрі стосувалися Леніна), та виплатити їй 30 млн золотих карбованців як винагороду за «активну участь» польських земель у господарському житті колишньої Російської імперії (ці гроші радянською стороною під різними приводами так і не були виплачені).

## Епілог
Мирний договір формально діяв із моменту обміну ратифікаційними документами в Мінську 30 квітня 1921 і до 17 вересня 1939, коли його односторонньо денонсував радянський уряд у зв'язку з окупацією Західної України і Західної Білорусі Червоною армією та подальшою анексією цих територій.

## Текст договору
- Повний текст договору був складений російською, українською та польською мовами[2].
- Текст договору [Архівовано 22 січня 2010 у Wayback Machine.](рос.)
- Текст договору [Архівовано 26 червня 2013 у Wayback Machine.](рос.)
- Текст договору(пол.)